# لينا الأنصاري
لينا الأنصاري (12 يونيو 1964 - 1995)، مغنية وممثلة أردنية من أصل فلسطيني وعاشت في بداية حياتها في الكويت. ولمعت شخصيتها كممثلة ومغنية في برنامج الأطفال الخليجي الأشهر "افتح ياسمسم"، ونجحت في ذلك نجاحا كبيرا لِما حباها الله به من صوت ملائكي رخيم يفيض عذوبة ورقة.
أشهر ما أدته لينا في مسلسل «افتح يا سمسم» كان أغنية: «أطفالاً نخرج للدنيا».
تزوجت لينا مرتين؛ زوجها الأول من الكويت ذو أصول سعودية اسمه عبد الله أحمد الفويرس وأنجبت منه ابنتين دالا وديما ثم انفصلت عنه وتزوجت من رجل آخر وأنجبت ولداً. وعاشت في البحرين حتى وفاتها.
شملت محطاتها المهنية بعد «افتح ياسمسم» العمل كمذيعه في تلفزيون وإذاعة البحرين وبالأخص في القناة الإنجليزية البحرينية حيث كانت تقدم نشرة الأخبار وبعض الحوارات مع شخصيات أجنبية ولم تغنِّ بعد ذلك لانشغالها.
توفيت لينا عام 1995 بعد صراع مع مرض السرطان.